# Lü Ronghuan
Lü Ronghuan (呂榮寰, 1890 - 1946), est un homme politique chinois qui fut membre du gouvernement de l'État du Mandchoukouo.

## Biographie
Natif de la province du Liaoning en Mandchourie, Lü étudie le droit à l'université provinciale du Jiangsu, avant de retourner à Shenyang pour ouvrir un cabinet d'avocat. Il sert par la suite dans le gouvernement local, devenant vice-président de l'assemblée provinciale du Fengtian et directeur du chemin de fer de l'Est chinois.
En 1923, Lü est commissionné par le seigneur de guerre Zhang Zuolin, maître de la clique du Fengtian, pour partir à Moscou négocier un traité entre la Mandchourie et l'Union soviétique. Il est nommé gouverneur du chemin de fer de l'Est chinois en 1928, mais perd son poste après la mort de Zhang Zuolin et la défaite militaire de son fils Zhang Xueliang.
Après l'incident de Mukden de 1931, Lü est recruté par l'espion japonais Kenji Doihara pour intégrer le conseil de direction du gouvernement autonome afin de déterminer de la future structure de l'État du Mandchoukouo. En août 1932, il devient président de l'assemblée municipale de Harbin, succédant à Bao Guancheng.
De juillet 1933 à mai 1935, Lü est gouverneur de la municipalité spéciale de Harbin. Dans le même temps, de novembre 1934 à mai 1935, il est également gouverneur de la province du Binjiang. En mars 1935, Lü accepte le poste de ministre des Affaires civiles de l'empire du Mandchoukouo. En mai-juillet 1937, il devient ministre des Entreprises, jusqu'à ce que ce poste soit fusionné dans le ministère de l'Industrie. Il est ainsi ministre de l'Industrie de juillet 1937 à mai 1940. Il retrouve ensuite à son ancien poste de ministre des Affaires civiles en mai 1940. En janvier 1941, il est envoyé auprès du gouvernement national réorganisé de la République de Chine et reste à Nankin jusqu'en 1944. Après son retour à Hsinking, il travaille avec le ministre des Affaires étrangères en tant qu'envoyé spécial, puis se retire de la vie publique en 1945.
Après l'invasion soviétique de la Mandchourie, Lü tente de former un comité de défense civile pour maintenir l'ordre public mais est capturé par l'armée soviétique. Il est emprisonné en Sibérie où il meurt de maladie en 1946.